# Eisenbahnunfall von Wallingford
Der Eisenbahnunfall von Wallingford am 2. September 1913 war ein Auffahrunfall bei Wallingford, Connecticut, USA, auf der dicht befahrenen Bahnstrecke New Haven–Springfield der New York, New Haven and Hartford Railroad. 26 Menschen starben.

## Unfallhergang

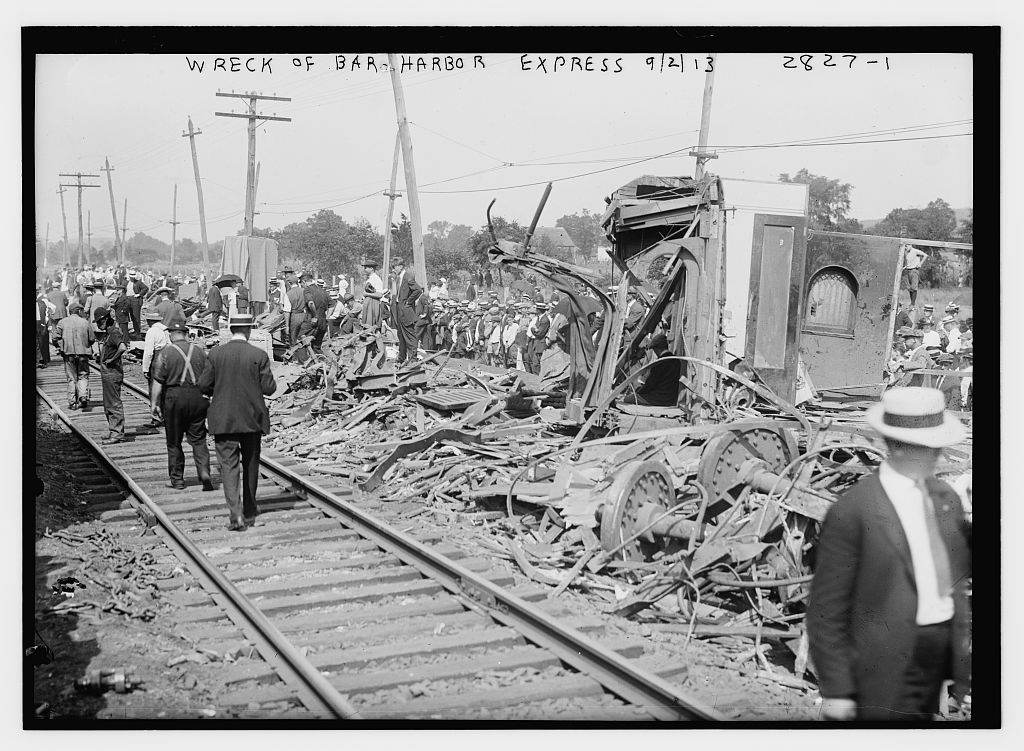
Bild von der Unfallstelle

Mehrere Züge befuhren die zweigleisige Strecke hintereinander in Richtung New York, die durch automatischen Streckenblock gesichert war. Wegen Nebel war die Sicht schlecht. Nach einem außerplanmäßigen Halt des „Bar-Harbour-Express“ wurde zunächst der Bremser „vergessen“, der den Zug in solchen Situationen nach hinten sichern musste. Der Express hielt also noch einmal an, um den Bremser aufzunehmen. Als dieser seinem Zug nachlief, hörte er, wie sich der „White-Mountain-Express“ mit erheblicher Geschwindigkeit näherte. Er rannte ihm entgegen, konnte ihn aber nicht mehr aufhalten. Der „White-Mountain-Express“ zertrümmerte die beiden letzten Wagen des „Bar-Harbour-Express“ und beschädigte einen weiteren schwer. 
Bei der Unfalluntersuchung stellte sich heraus, dass der Lokomotivführer des „White-Mountain-Express“ in der Woche bis zu dem Unfall 159 Stunden im Dienst gewesen und zwischendurch nur neun Stunden Pause gehabt hatte. Es mangelte an ausgebildeten Lokomotivführern.